# Vladimír Hönig (fotbalista)
Vladimír Hönig (14. ledna 1920 České Budějovice – 8. dubna 1999) byl český fotbalista, československý reprezentant, výjimečný střelec, člen Klubu ligových kanonýrů.

## Sportovní kariéra
S fotbalem začal v českobudějovickém Stadionu na levé spojce. 18.2.1939 přestoupil do Viktorie Plzeň. 1.5.1941 byl uvolněn do SK Baťa Zlín. Povoláním byl stavebním asistentem.
Nejvyšší soutěž hrál za Viktorii Plzeň (1939–1941, 1943–1946), Baťu Zlín (1941–1943, 1946–1947 a 1953 - tehdy klub již nesl název Jiskra Gottwaldov). V první lize odehrál 142 zápasy a dal v nich 139 gólů (88 za Zlín/Gottwaldov, 51 za Plzeň). Dosáhl tak úctyhodného průměru 0,98 gólu na zápas.
Na sklonku hráčské kariéry hrál za Napajedla, kde později i trénoval.
V československé reprezentaci odehrál jedno utkání s Jugoslávií, gól nedal (9. května 1946).

### Prvoligová bilance
| Ročník          | Zápasy | Góly | Minuty | Klub                  |
| --------------- | ------ | ---- | ------ | --------------------- |
| I. liga 1939/40 | –      | 6    | –      | SK Viktoria Plzeň     |
| I. liga 1940/41 | –      | 5    | –      | SK Viktoria Plzeň     |
| I. liga 1941/42 | –      | 19   | –      | SK Baťa Zlín          |
| I. liga 1942/43 | –      | 25   | –      | SK Baťa Zlín          |
| I. liga 1943/44 | –      | 24   | –      | SK Viktoria Plzeň     |
| I. liga 1945/46 | –      | 16   | –      | SK Viktoria Plzeň     |
| I. liga 1945/46 | –      | 14   | –      | SK Baťa Zlín          |
| I. liga 1946/47 | –      | 26   | –      | SK Baťa Zlín          |
| I. liga 1953    | 7      | 4    | –      | DSO Jiskra Gottwaldov |
| CELKEM I. LIGA  | 142    | 139  | –      |                       |